# Rogozce, Kărdjali
Rogozce (în bulgară Рогозче) este un sat în comuna Djebel, regiunea Kărdjali,  Bulgaria. 

## Demografie
Componența etnică a satului Rogozce
     Turci (82,52%)
     Bulgari (5,82%)
     Nicio identificare (11,65%)
     Altele (0%)
La recensământul din 2011, populația satului Rogozce era de 103 locuitori. Din punct de vedere etnic, majoritatea locuitorilor (82,52%) erau turci, cu o minoritate de bulgari (5,82%). Pentru 11,65% din locuitori nu este cunoscută apartenența etnică.